# Why Am I Treated So Bad!
Why Am I Treated So Bad! è il 26° album di Julian Cannonball Adderley, pubblicato dalla Capitol Records nel 1967.
Il brano I'm On My Way fu scritto dall'allora undicenne Nat Adderley Jr., figlio di Nat Adderley e nipote di Julian Cannonball Adderley.

## Tracce
Lato A
1. Mini Mama – 6:08 (Curtis Fuller)
2. I'm on My Way – 7:05 (Nat Adderley Jr.)
3. Why Am I Treated so Bad – 7:41 (Roebuck Staples)

Lato B
1. One for Newk – 5:13 (Joe Zawinul)
2. Yvette – 5:13 (Joe Zawinul)
3. The Other Side – 8:55 (Nat Adderley)
4. The Scene – 2:35 (Joe Zawinul, Nat Adderley)

Edizione in CD del 2006
1. Introduction – 0:13
2. Mini Mama – 6:41 (Curtis Fuller)
3. I'm on My Way – 7:49 (Nat Adderley)
4. Why Am I Treated so Bad – 7:47 (Roebuck Staples)
5. One for Newk – 5:15 (Joe Zawinul)
6. Yvette – 2:21 (Joe Zawinul)
7. The Other Side – 9:04 (Nat Adderley)
8. The Scene – 2:39 (Joe Zawinul, Nat Adderley)
9. Heads Up! Feet Down! (Bonus track, registrato il 24 luglio 1967) – 7:00 (Jimmy Heath)
10. The Girl Next Door (Bonus track, registrato il 24 luglio 1967) – 12:07 (Hugh Martin, Ralph Blane)

Durata totale: 60:56

## Musicisti
The Cannonball Adderley Quintet
- Julian Cannonball Adderley - sassofono alto
- Nat Adderley - cornetta
- Joe Zawinul - pianoforte, pianoforte elettrico
- Victor Gaskin - contrabbasso
- Roy McCurdy - batteria